# Кецинг
Кецинг (фр. Kœtzingue, Кецинген) насеље је и општина у Француској у региону Алзас, у департману Горња Рајна.
По подацима из 2011. године у општини је живело 578 становника, а густина насељености је износила 112,45 становника/km².

## Демографија
| 1962. | 1968. | 1975. | 1982. | 1990. | 2011. |
| ----- | ----- | ----- | ----- | ----- | ----- |
| 243   | 251   | 295   | 388   | 422   | 578   |